# 대구만촌초등학교
대구만촌초등학교는 대한민국 대구광역시 수성구 만촌동에 있는 공립 초등학교이다.

## 학교 연혁
- 1977년 8월 12일 대구만촌초등학교 설립 인가
- 1979년 5월 10일 개교(1~4학년) 9학급(498명)
- 1982년 2월 16일 제1회 졸업(171명)
- 1992년 3월 1일 43학급 편성
- 1995년 9월 1일 급식실 완공(교실 및 복도 포함 4실 개조)
- 1999년 3월 1일 특수학급 1학급 편성
- 2009년 8월 31일 과학실, 교무실, 보건실, 컴퓨터실, 교장실, 행정실, 화장실 현대화
- 2009년 9월 1일 제12대 김외광 교장 부임
- 2009년 9월 14일 급식실 현대화(교실 및 복도 포함 6실 개조)
- 2010년 11월 10일 청담관(다목적 강당) 개관
- 2011년 3월 1일 영어실 1실 개관(2개 교실 개축)
- 2011년 7월 20일 환경 개선(교실바닥 19실, 창틀 19실, 화장실 3실 칠판 9실) 교체
- 2013년 2월 22일 제32회 124명 졸업(총 졸업생수 7669명)
- 2013년 3월 4일 20학급 편성(특수 1학급 포함)
- 2013년 3월 20일 만촌도서관 이전 확장(3개 교실 개축), Wee클래스 개소
- 2013년 8월 12일 본관 신관 연결복도 완공
- 2013년 9월 1일 제13대 황안섭 교장 부임
- 2013년 10월 31일 옹벽 벽화 완공
- 2014년 2월 14일 제33회 88명 졸업(총 졸업생수 7757명)
- 2014년 3월 3일 21학급 편성(특수 1학급 포함)
- 2015년 2월 10일 후문 인도 및 안전휀스 설치
- 2015년 2월 13일 제34회 73명 졸업(총 졸업생수 7830명)
- 2015년 3월 2일 신입생 68명 입학(남35명, 여33명)
- 2016년 2월 4일 제35회 88명 졸업(총 졸업생수 7918명)
- 2016년 3월 1일 제14대 손주원 교장 부임
- 2016년 3월 2일 신입생 64명 입학(남40명, 여24명)
- 2017년 2월 15일 제36회 81명 졸업(총 졸업생수 7999명)
- 2017년 3월 2일 신입생 64명 입학(남38명, 여26명)

## 참고 자료
- 대구만촌초등학교 - 한국교육학술정보원 학교알리미